# Miss Universo 2005
Miss Universo 2005 foi a 54° edição do concurso Miss Universo, realizada em 31 de maio de 2005, na Impact Arena, em Bangkok, Tailândia. A russa naturalizada canadense Natalie Glebova  foi coroada por sua antecessora, a australiana Jennifer Hawkins, Miss Universo 2004.
Sediado pela segunda vez na capital tailandesa, esta edição contou com 81 participantes dos cinco continentes. Dois fatos importantes marcaram o concurso: a ausência, pela primeira vez, da Suécia,um dos países mais tradicionais do concurso e que já havia coroado 3 Miss Universo, e a  grande polêmica surgida na imprensa internacional com relação à Miss Indonésia, que retornando após um hiato de nove anos, não se sabia se, caso classificada, participaria ou não do desfile de traje de banho,algo considerado ofensivo neste país de maioria muçulmana. Esta foi também a primeira participação da Letônia no Miss Universo.

## Cidade anfitriã
A Tailândia anunciou sua candidatura para sediar o concurso em 10 de julho de 2004, durante uma visita de Jennifer Hawkins, Miss Universo 2004, ao país. Para sediar a mesma edição três outras cidades anunciaram sua candidatura, Santiago do Chile, Pequim e Atenas. Um mês mais tarde, foi anunciado que Bangkok, Tailândia, havia sido escolhida informalmente para sediar a competição, ao custo de US$6,5 milhões. A escolha da cidade foi anunciada alguns meses antes do terremoto do Índico de 2004 que devastou inúmeras áreas do país e praticamente inviabilizou durante muito tempo toda a organização do concurso,correndo risco do mesmo ser transferido. Antes mesmo do tsunami, a função original do concurso era impulsionar o turismo no país e o governo tailandês iria investir US$ 6,5 milhões para tal. Contudo, o concurso foi um sucesso e demonstrou a capacidade dos tailandeses em se reerguerem após a pior tragédia da história do país.
Em outubro de 2004, a organização enfrentou dificuldades enquanto o governo tailandês demorava em disponibilizar o dinheiro prometido, o que desanimou a Miss Universe Organization, que chegou a iniciar contatos com outros países. Após esta demora na liberação dos recursos, o primeiro-ministro Thaksin Shinawatra assumiu pessoalmente a organização do evento para ter certeza de que o andamento da organização não atrasasse e para que nada desse errado durante a preparação do evento. A organização concedeu os direitos da produção para a empresa Matching Entertainment em dezembro de 2004, após os erros de outra companhia, a Showcase Thailand.
Em fevereiro de 2005, após o governo tailandês terminar a decoração de Bangkok para o evento, o  primeiro-ministro tentou a transferência da final para Khao Lak, uma cidade devastada pelo terremoto do Índico de 2004. A tentativa foi em vão, mas as preliminares do concurso foram realizados nas áreas devastadas. Esta foi a segunda vez em que o concurso foi sediado em Bangkok. A cidade também sediou o Miss Universo 1992 e  13 anos mais tarde,a arena irá novamente sediar o concurso.

## Evento
Num dos mais exóticos e culturalmente ricos lugares do mundo,as finais foram realizados um palco extremamente luxuoso e grande,cuja cor predominante era ouro,o concurso começou com a chegada do apresentador Billy Bush em cima de um elefante e da apresentadora Nancy O'Dell num tuktuk, um táxi característico de Bangkok. Do cenário completamente dourado,aos grupos de dança, a cultura tailandesa esteve presente por todo o espetáculo. As primeiras favoritas eram Natalie Glebova, Canadá, Monica Spear da Venezuela, Chyntia Olavarria de Porto Rico, Laura Elizondo do México, Evangelia Aravani da Grécia,também se posicionaram a primeira Miss Letônia, Ieva Kokorevica, além da súbita popularidade da polêmica Artika Sari Devi, da Indonésia. Representante de um país muçulmano que voltava ao concurso após um hiato de nove anos, suas fotos em traje de banho nas preliminares correram o mundo e causaram espanto em seu país, que lhe proibiu de continuar no concurso; Devi ignorou a proibição do governo e competiu usando um maiô enquanto as outras desfilavam de biquíni.Após o caso de Devi,a Organização Miss Universo passou a dar alternativas para o traje de banho 
Durante a transmissão, foi respeitado um minuto de silêncio pelas vítimas do tsunami que matou milhares de pessoas por todo o país um ano antes; o objetivo principal da Tailândia em sediar o evento foi mostrar ao mundo não apenas suas belezas turísticas mas a sua recuperação como país.

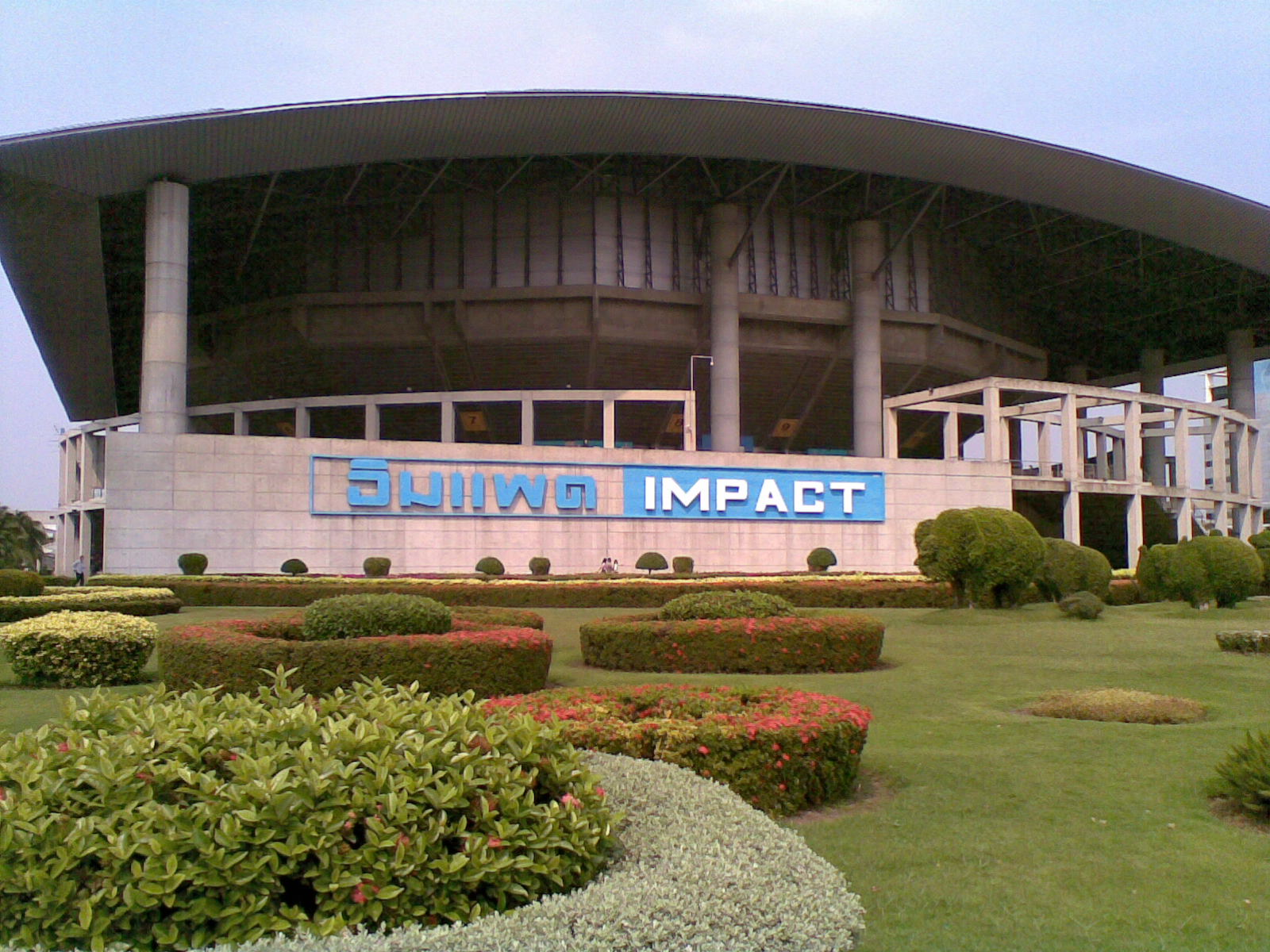
Impact Arena, o local do concurso.

Quando o Top 15 foi anunciado, as favoritas, as polêmicas,além das tradicionais surpresas, todas lá estavam: Canadá, Venezuela, Indonésia, Letônia, Porto Rico, México, República Dominicana, África do Sul, Suíça, EUA, Israel, Peru, Grécia, Trinidad e Tobago, Porto Rico e a Miss Noruega, Helene Tråsavik,cuja mãe era tailandesa , foi o único consolo para os donos da casa que investiram tanto no concurso e não viram a Miss Tailândia ser classificada. Depois de desfile de traje de banho do Top 10,Natalie Glebova, com uma apresentação perfeita, mostrou ser a miss a ser batida e Miss Porto Rico, com um grande desfile pela passarela, veio em seguida na preferência dos analistas;a peruana escorregou e quase caiu e a Miss EUA fez uma das mais divertidas apresentações de traje de banho pela falta de talento para desfilar, o que veio a ser muito comentado na internet.
Esse ano é considerado como o ano das Américas,pois todas as classificadas eram deste continente: Canadá, México, Venezuela, Porto Rico e República Dominicana, quatro delas latinas. Ao final, Miss Venezuela ficou em 5º lugar, México em 4º, República Dominicana em 3º, Porto Rico em 2º, e o Canadá ganhou sua segunda coroa com a russa naturalizada Natalie Glebova.

## A vencedora
Natalie Glebova é uma cidadã canadense nascida na Rússia que se mudou para o Canadá com a família quando tinha doze anos de idade. Pianista com formação clássica e ginasta com vários títulos regionais no Canadá, trabalhou como modelo e formou-se em Administração de Comércio e Tecnologia da Informação na Universidade Ryerson em Toronto. Após competir em Bangcoc ela teve uma afinidade especial com a Tailândia, indo várias vezes ao país durante seu reinado, mudando-se definitivamente em setembro de 2006, após coroar sua sucessora. Casou-se em 2007 com o tenista tailandês Paradorn Srichaphan,de quem se divorciou em 2011 – e desde então foi uma das mais famosas faces da propaganda no país e em toda a Ásia.

## Resultados

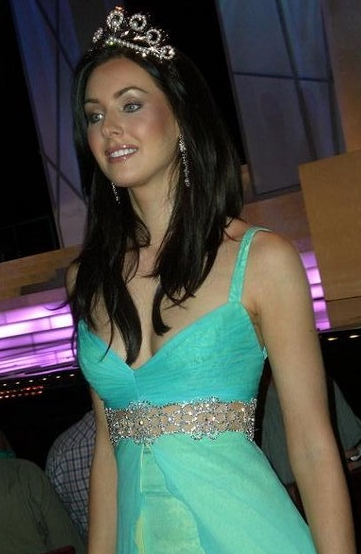
Natalie Glebova, Miss Universo 2005

| Colocação                | Candidata                                                                          | País                                                             |
| ------------------------ | ---------------------------------------------------------------------------------- | ---------------------------------------------------------------- |
| Miss Universo 2005       | Natalie Glebova                                                                    | Canadá                                                           |
| 2º lugar                 | Cynthia Olavarría                                                                  | Porto Rico                                                       |
| 3º lugar                 | Renata Soñé                                                                        | República Dominicana                                             |
| 4º lugar                 | Laura Elizondo                                                                     | México                                                           |
| 5º lugar                 | Mónica Spear                                                                       | Venezuela                                                        |
| Semifinalistas (Top 10): | Débora Sulca Ieva Kokoreviča Fiona Hefti Chelsea Cooley Elena Ralph                | Peru · Letônia · Suíça · Estados Unidos · Israel                 |
| Semifinalistas (Top 15): | Evagelia Aravani Claudia Henkel Helene Tråsavik Magdalene Walcott Artika Sari Devi | Grécia · África do Sul · Noruega · Trinidad e Tobago · Indonésia |
| Premiações especiais     |                                                                                    |                                                                  |
| Miss Fotogenia           | Gionna Cabrera                                                                     | Filipinas                                                        |
| Miss Simpatia            | Tricia Homer                                                                       | Ilhas Virgens Americanas                                         |
| Melhor Traje Típico      | Chananporn Rosjan                                                                  | Tailândia                                                        |

## Candidatas
Em negrito, a candidata eleita Miss Universo 2005. Em itálico, as semifinalistas.
| - África do Sul - Claudia Henkel (SF) - Albânia - Agnesa Vuthaj - Alemanha - Asli Bayram - Angola - Zenilde Josias - Antígua e Barbuda - Shermain Sunja Jeremy - Aruba - Luisana Cicilia - Austrália - Michelle Guy - Bahamas - Denia Nixon - Barbados - Nada Yearwood - Bélgica - Debby de Waele - Belize - Andrea Elrington - Bolívia - Andrea Abudinen Richter - Brasil - Carina Beduschi - Bulgária - Galina Gancheva - Canadá - Natalie Glebova (1°) - Chile - Renata Ruiz - China - Tao Si Yuan - Chipre - Elena Hadjidemetriou - Cingapura - Cheryl Tay - Colômbia - Adriana Tarud Durán - Coreia do Sul - So-young Kim - Costa Rica - Johanna Fernández - Croácia - Jelena Glišic - Curaçao - Rychacviana Coffie - Dinamarca - Gitte Hanspal - Egito - Meriam George - El Salvador - Irma Dimas - Equador - Ximena Zamora - Eslovénia - Dalila Dragojevic - Espanha - Verónica Hidalgo - Estados Unidos - Chelsea Cooley (F) - Etiópia - Atetegeb Tesfaye - Filipinas - Gionna Cabrera (MF) - Finlândia - Hanna Ek - França - Cindy Fabre - Geórgia - Rusudan Bochoidze - Grécia - Evangelia Aravani (SF) - Guatemala - Aida Karina Estrada - Guiana - Candisie Franklin - Hungria - Szandra Proksa - Ilhas Virgens Americanas - Tricia Homer (MS) | - Índia - Amrita Thapar - Indonésia - Artika Sari Devi (SF) - Irlanda - Mary Gormley - Israel - Yelena Ralph (F) - Itália - Maria Teresa Francville - Jamaica - Raquel Wright - Japão - Yukari Kuzuya - Letônia - Ieva Kokorevica (F) - Líbano - Nadine Njeim - Malásia - Angela Gan - Ilhas Maurícias - Magalie Antoo - México - Laura Elizondo (4°, 3° TT) - Namíbia - Adele Basson - Nicarágua - Daniela Regina Clerk - Nigéria - Roseline Amusu - Noruega - Helene Tråsavik (SF) - Países Baixos - Sharita Sopacua - Panamá - Rosa María Hernández - Paraguai - Karina Buttner - Peru - Débora Sulca (F) - Polónia - Marta Kossakowska - Porto Rico - Cynthia Olavarria (2°) - Quênia - Rachel Marete - Reino Unido - Brooke Johnston - República Dominicana - Renata Soñé (3°) - República Eslovaca - Michaela Drencková - República Tcheca - Katerina Smejkalová (2° TT) - Rússia - Natalia Nikolayeva - Sérvia e Montenegro - Jelena Mandic - Sri Lanka - Rozanna Diasz - Suíça - Fiona Hefti (F) - Tailândia - Chananporn Rosjan (TT) - Trinidad e Tobago - Magdalene Walcott (SF) - Turcas e Caicos - Wenika Ewing - Turquia - Dilek Aksoy - Ucrânia - Juliya Chernyshova - Uruguai - Viviana Arena - Venezuela - Mónica Spear (5°) - Vietnã - Pham Thu Hang - Zâmbia - Cynthia Kanema |

## Jurados[30]
- Porntip Nakhirunkanok – Miss Universo 1988
- Kevin S. Bright – produtor executivo das séries Friends e Joey
- Aleksandra Nikolayenko – Miss Ucrânia 2004 e hoje diretora do Miss Ucrânia Universo
- Carson Kressley – especialista em moda da série Queer Eye for the Staight Guy
- Heidi Albertsen – modelo dinamarquesa vencedora do Elite Model Look.
- Cassie Lewis – modelo da Trump Models Management
- Bryan Dattilo – ator da série Days of our Lives
- Jean Georges Vongeritchen – "chef" internacional
- Mario Cimarro – ator mexicano,conhecido internacionalmente pelas novelas A Usurpadora e Mar de amor
- Chutinant Bhirombhakdi – executivo da Boon Rawd Brewery
- Louis Licari – cabeleireiro e colunista do The Today Show

## Fatos
- Mónica Spear, a representante venezuelana, morreu assassinada em 6 de janeiro de 2013 junto com seu ex-marido, o irlandês Henry Thomas Berry, após uma tentativa de assalto na rodovia Puerto Cabello-Valencia, cerca de 220 quilômetros a oeste de Caracas, na região de El Cambur. A filha do casal de cinco anos, que estava com os pais, foi ferida à bala na perna. O caso causou uma comoção nacional na Venezuela, com declarações do governo e do líder oposicionista Henrique Capriles pedindo uma união nacional no país. Quando de sua morte, oito anos após sua participação no Miss Universo, Mónica já era uma das mais populares atrizes e figuras públicas da Venezuela.[31] Seu enterro foi seguido por milhares de pessoas em Caracas, com filas enormes de cidadãos comuns deixando flores em sua sepultura.[32]
- Cheryl Anrkah foi originalmente coroada Miss Trinidad & Tobago, mas foi destituída após ser acusada de não ser responsável com seus deveres como miss.[33] Embora Cheryl tivesse conseguido uma ação na justiça para impedir um outro concurso que estava sendo realizado, um jurado do caso mudou a decisão e um segundo concurso de Miss Trinidad & Tobago pode ser realizado.[33] A vencedora do segundo concurso, que representou o país no Miss Universo, foi Magdalene Walcott, que tinha sido semifinalista no 53° Miss Mundo, realizado na China.
- Miss Zâmbia Cynthia Kanema representou seu país em nada menos que cinco concursos de beleza internacionais do Grand Slam: Miss Universo, Miss Mundo, Miss Terra, Miss Beleza Internacional e Rainha do Turismo Internacional.[1]